# Odisejeva špilja
Odisejeva špilja ili Jama je špilja na otoku Mljetu. Nalazi se na južnoj obali otoka, kod Babinog Polja.
Odisejeva špilja je pećina jajolikog oblika s nekoliko desetaka metara u promjeru. Ima urušen svod po kojem je dobila ime Jama, jer gledajući s kopnene strane, izgleda kao velika rupa u zemlji. Dno je ispunjeno morem. Kroz vapnenačke slojeve, što je odvajaju od otvorenog mora, nastao je prodor u obliku tunela pa se u špilju može ući plivajući ili manjim čamcem. 
Ulazak s morske strane je širok 4 do 5 metara, a iznad razine mora samo 1 do 1,5 metar. Dubina mora u tunelu špilje je 8 do 10 metara, sam tunel dugačak je oko 20 metara. Pristup s kopna je moguć preko vrlo strmih improviziranih stuba.
Odisejeva se špilja koristi kao sklonište za ribarske čamce i ribarski alat: mreže, danas zabranjene mljetske vrše, parangale i vesla, te predstavlja najneobičniju luku na cijelom Jadranu, ali i šire.
U ljetnim mjesecima, oko podneva, kada sunčeva svjetlost najjače udara na područje špilje, u moru se stvara spektar boja, posebno zanimljiv turistima te ljubiteljima istinskih prirodnih fenomena i fotografije. U samu Jamu, zbog visokih stijena, svjetlost nikad ne dolazi.
U špilji je ranije boravila i sredozemna medvjedica.

### Legenda o Odiseju
Ispred špilje se nalazi hrid Ogiran. Za vrijeme visoke plime ili za vrijeme jakog južnog vjetra hrid je potpuno prekrivena morem i predstavlja opasnost za moreplovce. Prema legendi, upravo iz tog razloga, Odisej je doživio brodolom te je doplivao do špilje, gdje se sklonio. Na otoku je vladala nimfa Kalipso te je Odisej podlegao njenim čarima kao i ljepotama njenog otoka, ostavši "zarobljen" na otoku sedam godina, kada je po nalogu bogova bio pušten. Mjesno stanovništo vjeruje da je upravo Mljet drevna Ogigija jer Homer u Odiseji   navodi, kao što je na njhovu otoku, da su maslinici i vinogradi neposredno uz samo mjesto brodoloma. Vjerojatno zbog nezainteresiranosti mjesnog stanovništva, kao i zbog veličine i razvikanosti u svijetu, ali i zbog jednakog imena kroz povijest, legenda o Odiseju danas se češće pripisuje otoku Malti, a ne Mljetu.

## Vanjske poveznice
- Mljet
- Hrvatski speleološki poslužitelj